# Новий Дурулгуй
Новий Дурулгу́й (рос. Новый Дурулгуй) — село у складі Ононського району Забайкальського краю, Росія. Адміністративний центр Дурулгуйського сільського поселення.

## Населення
Населення — 828 осіб (2010; 1013 у 2002).
Національний склад (станом на 2002 рік):
- росіяни — 97 %